# Kanton Mont-de-Marsan-1
Mont-de-Marsan-1 is een kanton van het Franse departement Landes. Het kanton maakt deel uit van het arrondissement Mont-de-Marsan. Het is 261,66 km² groot en telt (2013) 25741 inwoners.
Het werd opgericht bij decreet van 18.2.2014 en is effectief na de departementale verkiezingen op 22.3.2015. Het omvat de gemeenten van kanton Mont-de-Marsan-Nord en één gemeente van het kanton Roquefort.

## Gemeenten
Het kanton Mont-de-Marsan-1 omvat de volgende gemeenten:
- Bostens
- Campet-et-Lamolère
- Gaillères
- Geloux
- Lucbardez-et-Bargues
- Mont-de-Marsan (deels, hoofdplaats)
- Pouydesseaux
- Saint-Avit
- Saint-Martin-d'Oney
- Uchacq-et-Parentis